# Velbert
Velbert est une ville de Rhénanie-du-Nord-Westphalie (Allemagne) de 86 402 habitants, située dans l'arrondissement de Mettmann et le district de Düsseldorf.

## Géographie
Velbert se trouve sur les hauteurs du pays montagneux appelé Bergisch-Bas.
Elle se trouve à environ 230 mètres d'altitude (point culminant : 303 mètres au Hordtberg Weg, point le plus bas point : environ 70,6 mètres au village de Langenberg). Le point le plus élevé de Velbert-centre est situé à une altitude de 263 mètres (à l'angle des rues de Friedrich-/Langenberger).
Les villes voisines de Velbert sont les villes d'Essen, Wuppertal et Hattingen (arrondissement d'Ennepe-Ruhr), ainsi que Heiligenhaus et Wülfrath dans l'arrondissement de Mettmann.
La ville de Velbert est divisée en trois arrondissements administratifs : centre, Neviges et Langenberg.
Historiquement, il existe de nombreux quartiers dans la ville : Birth, Am Berg, Nordpark, Langenhorst, Rützkausen, Flandersbach, Hefel (centre); Nierenhof, Ober-Bonsfeld, Frohnberg, Hopscheiderberg (Langenberg), Tönisheide, Siepen, Pöthen, Kuhlendahl, Nordrath (Neviges), ainsi que le hameau de Zwingenberg.
L'arrondissement Neviges est le centre d'un important pèlerinage marial catholique, ouvert en 1681, depuis une révélation au père franciscain Antonius Schirley.

## Histoire
| Appartenances historiques Comté de Berg 1354-1380 Duché de Berg 1380-1806 Grand-duché de Berg 1806-1813 Royaume de Prusse (Province de Juliers-Clèves-Berg) 1815-1822 Royaume de Prusse (Province de Rhénanie) 1822-1918 République de Weimar 1918-1933 Reich allemand 1933-1945 Allemagne occupée 1945-1949 Allemagne 1949-présent |

## Football
- SSVg Velbert 02

## Galerie

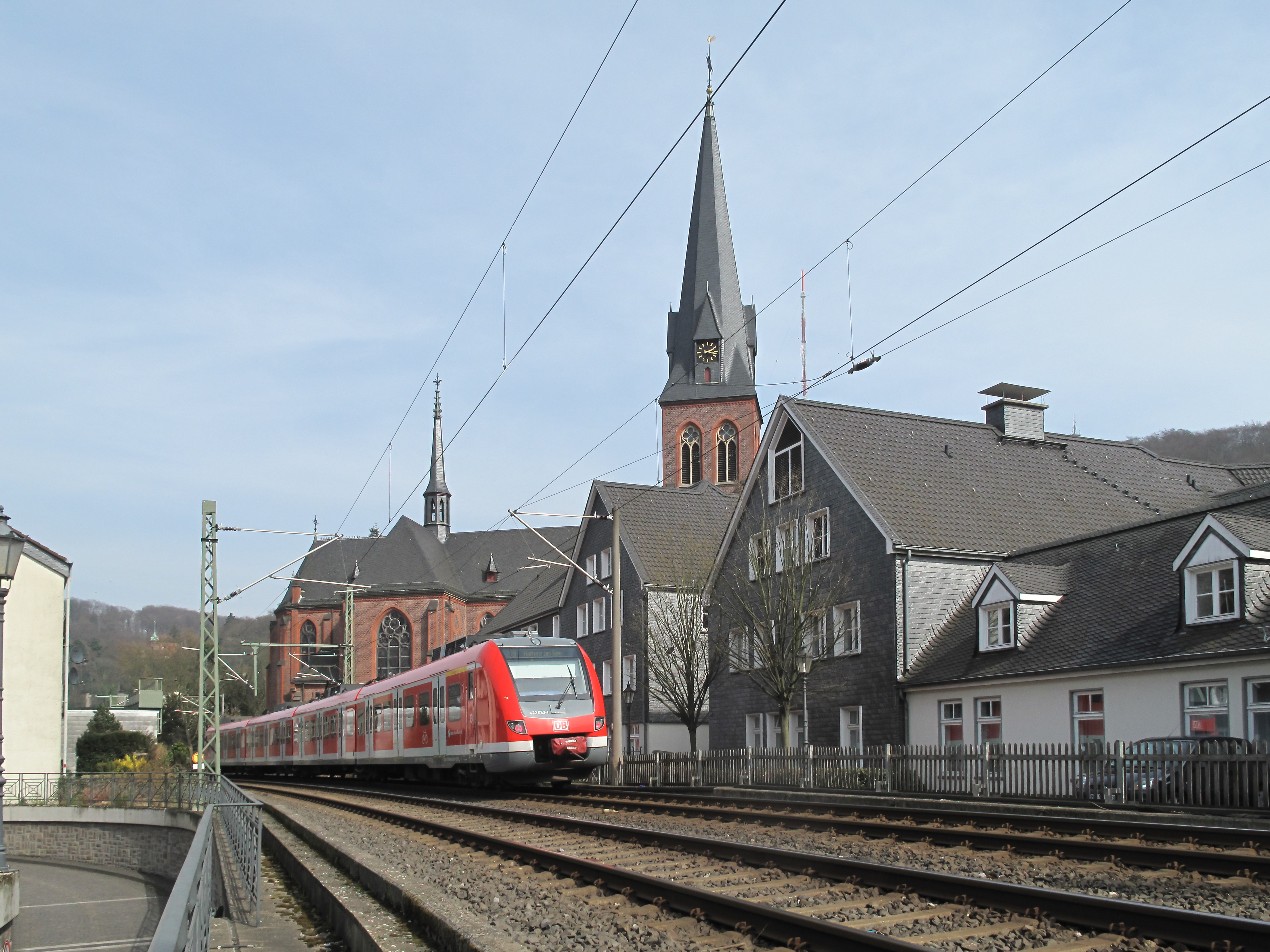
Langenberg, église: Sankt Michaelkirche
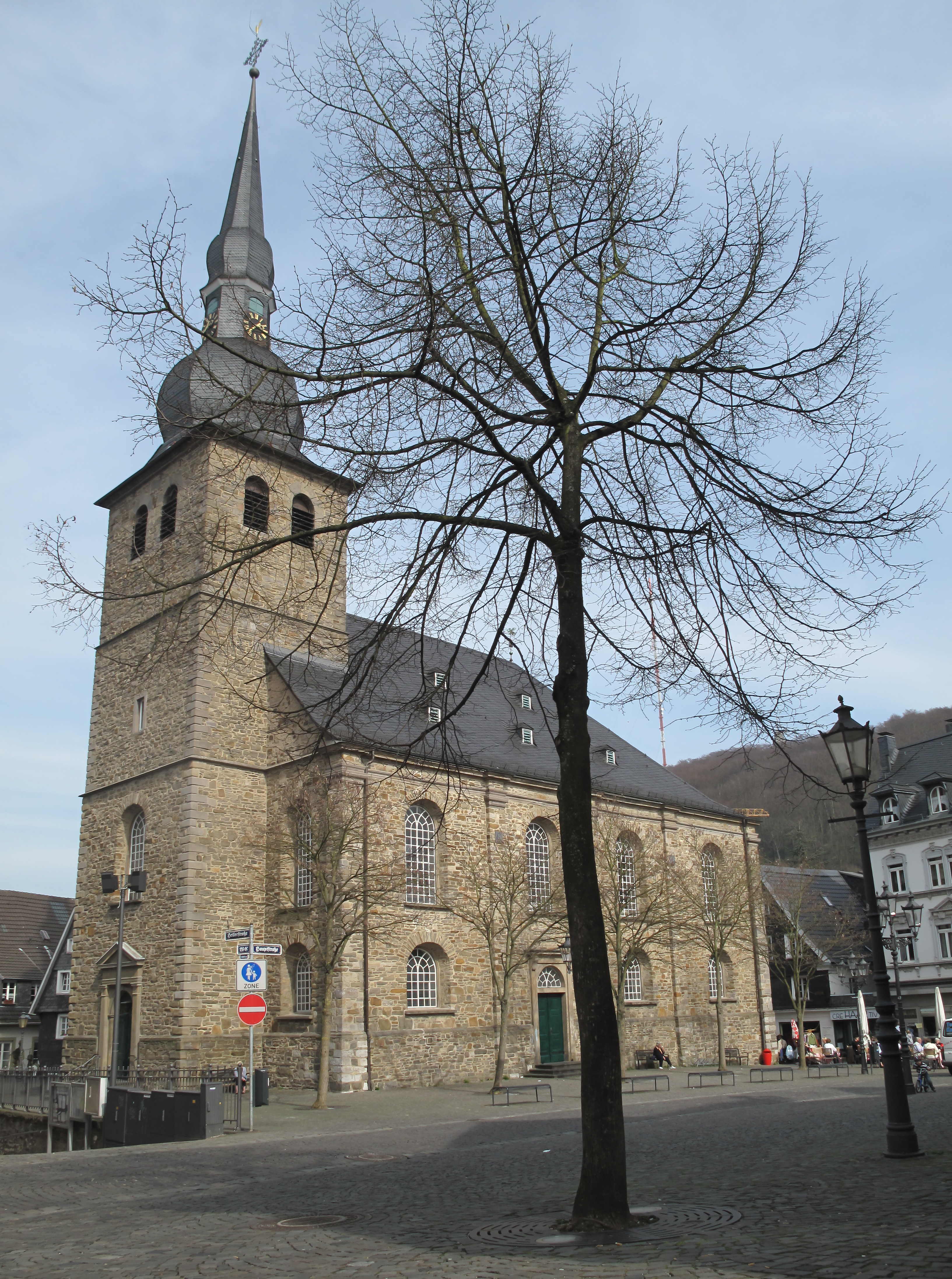
Langenberg, église: die Alte Kirche
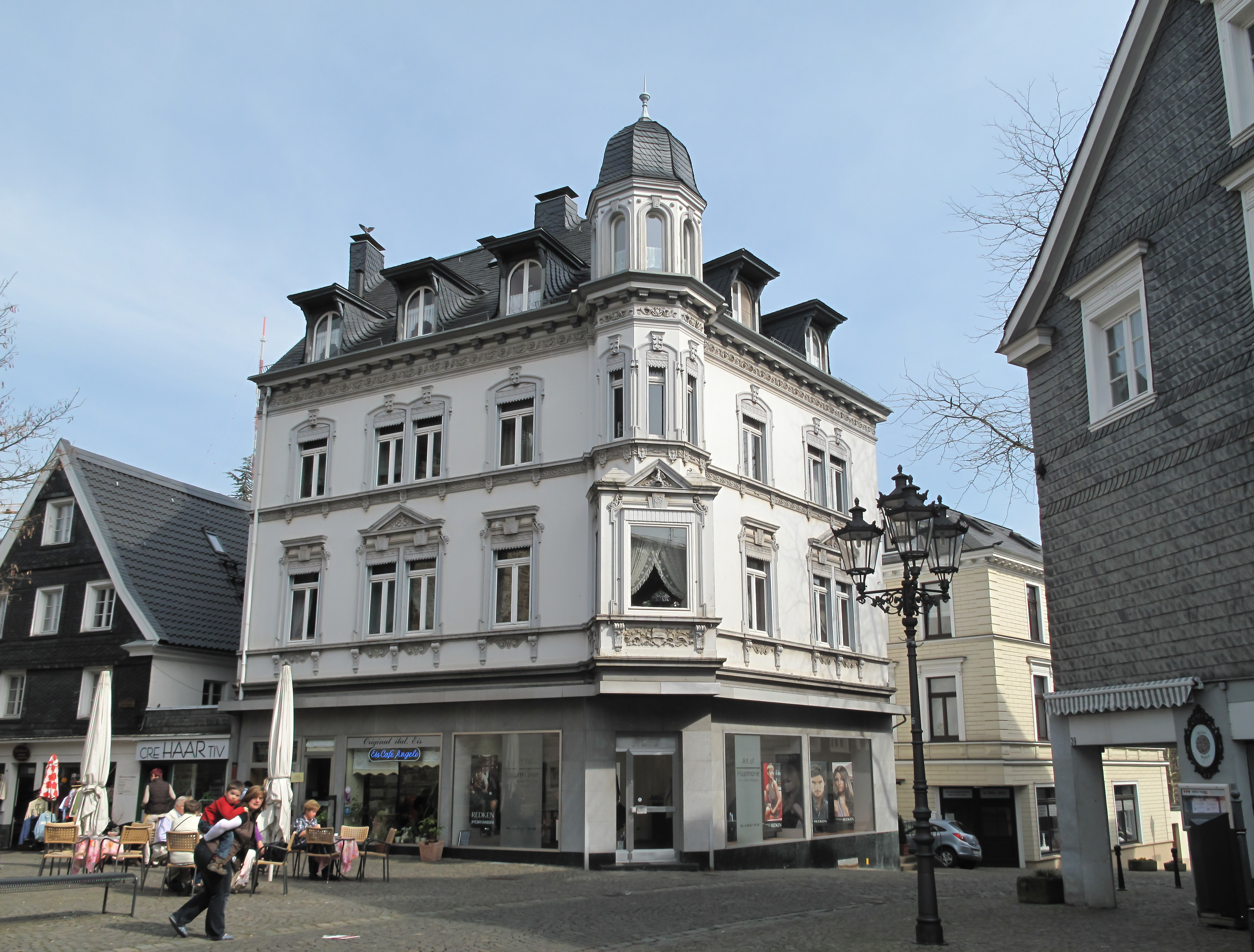
Langenberg, Baudenkmal Hauptstrasse 36
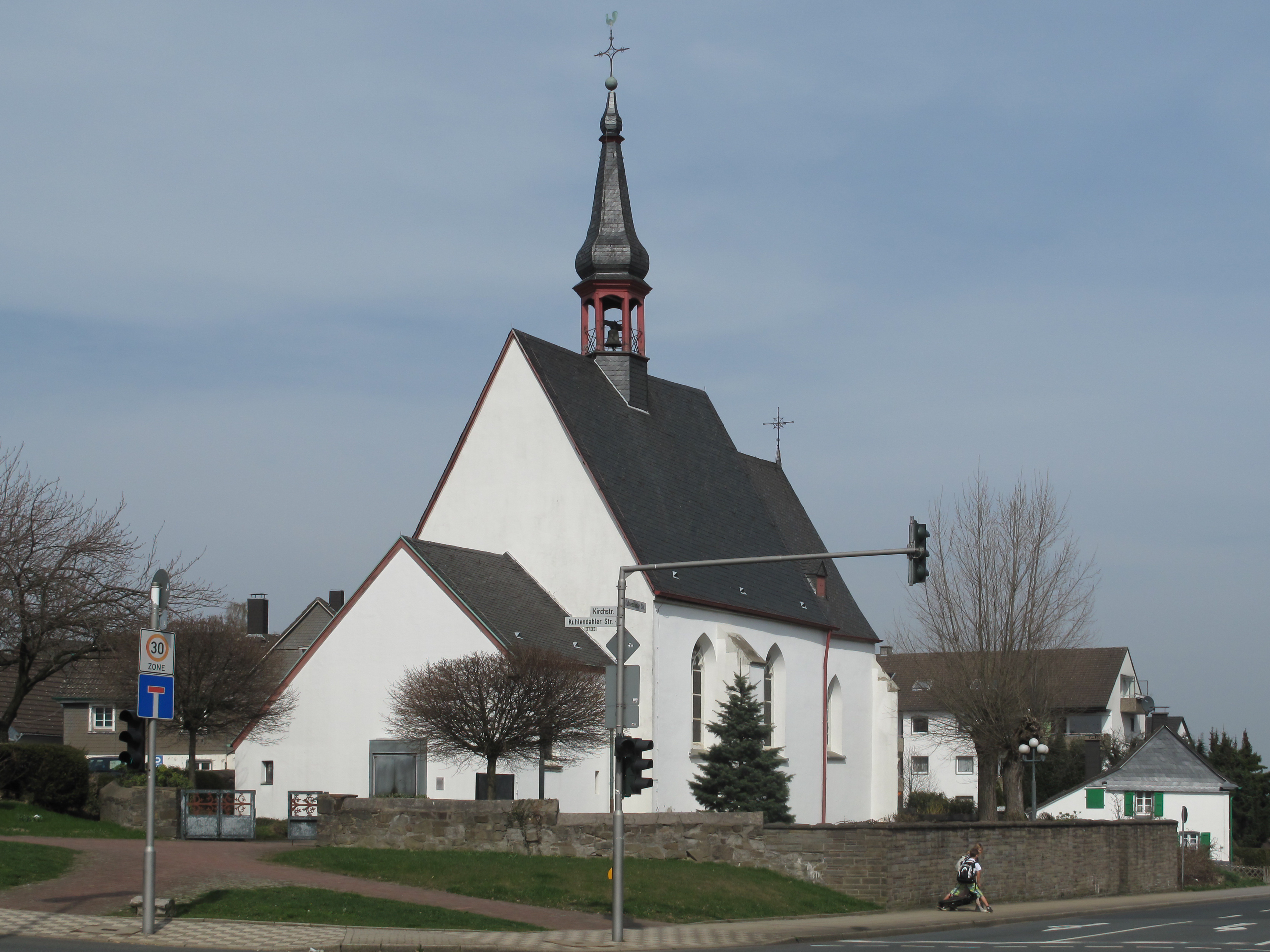
Tönisheide, église protestante

## Jumelages
Châtellerault, France
 Corby, Angleterre, Royaume-Uni